# Distrito electoral de Farnam (condado de Dawson, Nebraska)
Farnam (en inglés: Farnam Precinct) es un distrito electoral ubicado en el condado de Dawson en el estado estadounidense de Nebraska. En el Censo de 2010 tenía una población de 216 habitantes y una densidad poblacional de 2,34 personas por km².

## Geografía
Farnam se encuentra ubicado en las coordenadas 40°44′36″N 100°10′00″O / 40.74333, -100.16667. Según la Oficina del Censo de los Estados Unidos, Farnam tiene una superficie total de 92.42 km², de la cual 92.42 km² corresponden a tierra firme y (0%) 0 km² es agua.

## Demografía
Según el censo de 2010, había 216 personas residiendo en Farnam. La densidad de población era de 2,34 hab./km². De los 216 habitantes, Farnam estaba compuesto por el 93.52% blancos, el 0.46% eran amerindios, el 2.78% eran isleños del Pacífico, el 2.31% eran de otras razas y el 0.93% pertenecían a dos o más razas. Del total de la población el 6.94% eran hispanos o latinos de cualquier raza.